# Etelhems kyrka
 Etelhems kyrka är en kyrkobyggnad i Visby stift. Den är församlingskyrka i  Garde församling.

## Kyrkobyggnaden
Den kraftiga tornbyggnaden är kyrkans äldsta del. Tornet uppfördes under början av 1200-talet, medan långhuset och koret byggdes under 1300-talet. Sakristia tillkom på 1600-talet. Tornet anses tillhört en tidigare mindre romansk kyrka. När långhuset och koret uppfördes under 1300-talet satte gotikens spetsbågestil sin prägel på utförandet vilket märks i valven, triumfbågen, det stora korfönstret och inte minst i den rikligt ornamenterade korportalen. De fyra valven i kyrkorummet vilar på en mittpelare. Målningsfragment från kyrkans byggnadstid finns på murarna, som annars domineras av Passionsmästarens 1400-tals fris av Kristi lidande på norrväggen. Det gotiska korfönstret innehåller välbevarade glasmålningar från 1300-talet.

## Interiör
- Rikt skulpterad dopfunt av sandsten från 1100-talets senare hälft. Utförd av stenmästaren Hegvald.
- Altare  av  huggen kalksten med fem invigningskors  och relikgömma.
- Altaruppsats  av skulpterad och förgylld sandsten 1690.Mittbilden har motiv:Nattvarden.
- Triumfkrucifix snidat under 1300-talets slut .
- Predikstol  av snidat och målat trä utförd 1648. I vardera av korgens tre fälten  bilder av Moses, Kristus  och Johannes döparen.
- Korbänk  från 1600-talet.
- Öppen bänkinredning  som tillkom 1957-58.

## Orgel
Orgeln är tillverkad 1883 av Åkerman & Lund i Stockholm. Fasaden tillverkades efter ritningar av arkitekt J. Fåk i samband med kyrkans restaurering 1957-58. 1957 utökades och omdisponerades orgeln av Lindegren Orgelbyggeri AB, Göteborg. Orgeln är mekanisk.
| Manual          | Pedal   | Koppel |
| Borduna 16’ B/D | Bihängd |        |
| Principal 8’    |         |        |
| Rörflöjt 8’     |         |        |
| Oktava 4'       |         |        |
| Ekoflöjt 4'     |         |        |
| Svegel 2'       |         |        |

### Diskografi
- Musik på Åkerman & Lund-orgeln i Etelhems kyrka / Wallenström, Bruno, orgel. CD. Peroas Records PACD003. 2006.

## Bildgalleri

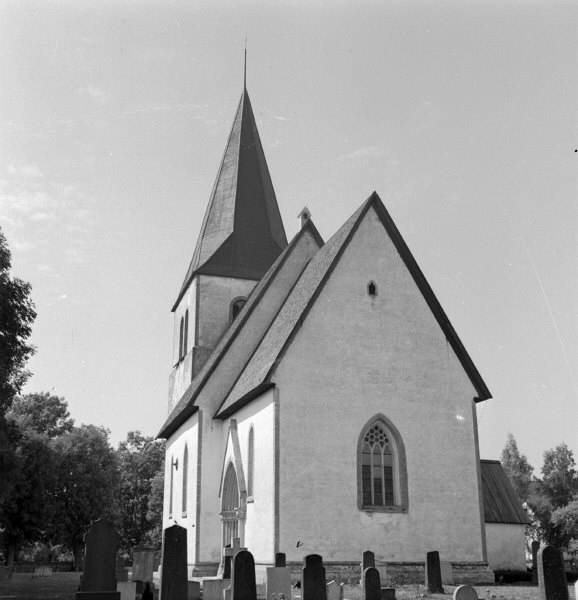
Kyrkan från öster
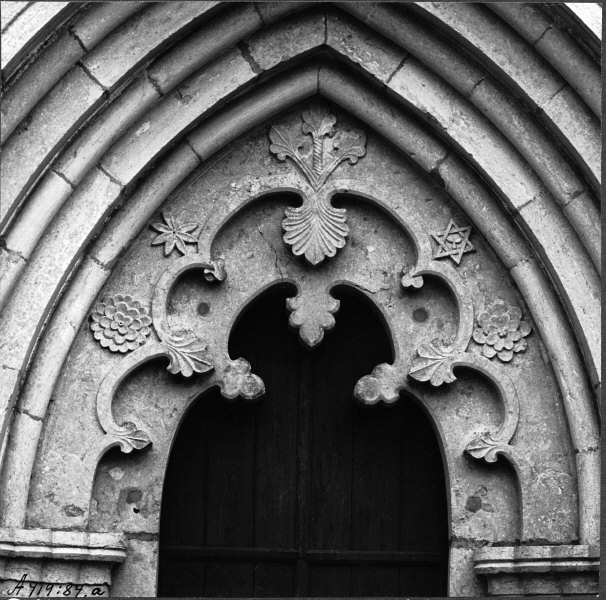
Södra korportalens typanon
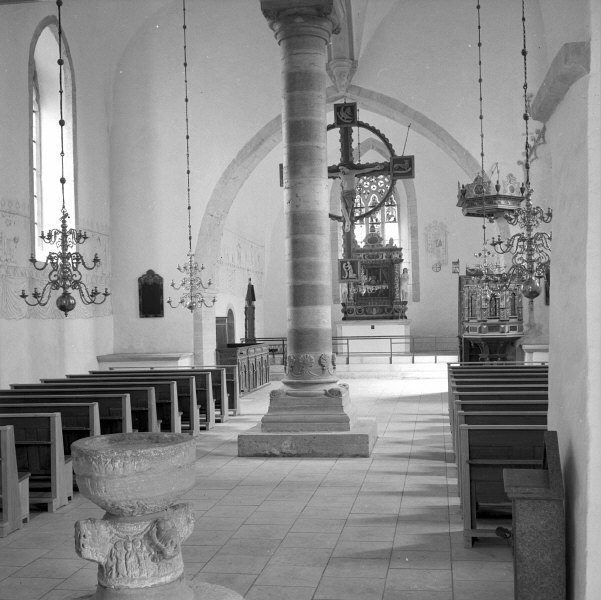
Interiör mot öster
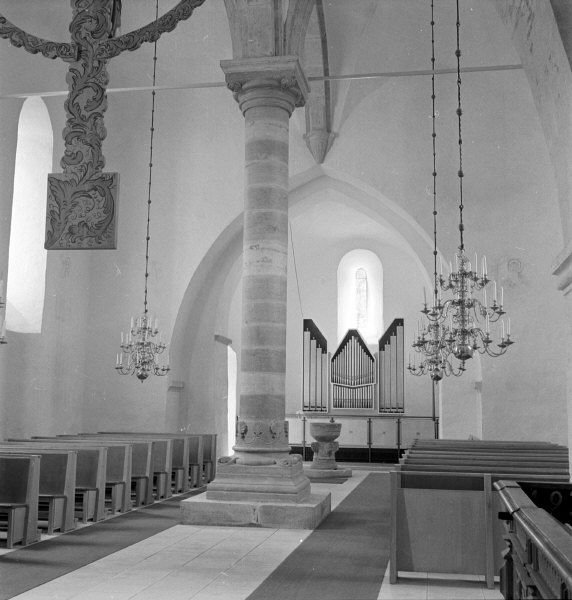
Interiör mot väster
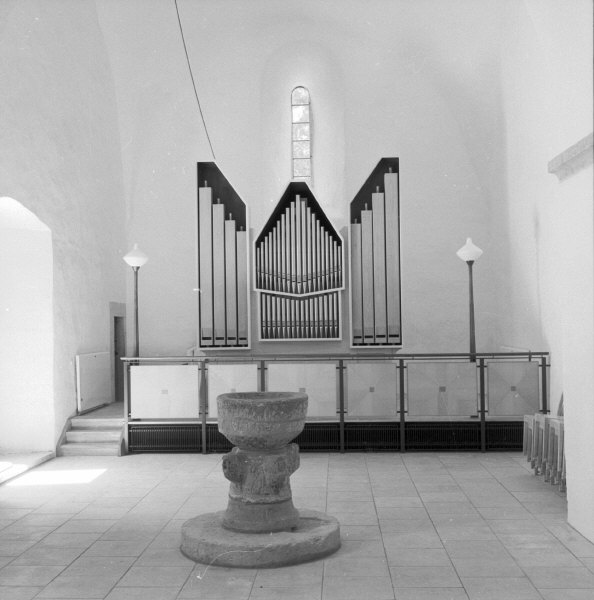
Dopfunten och orgeln
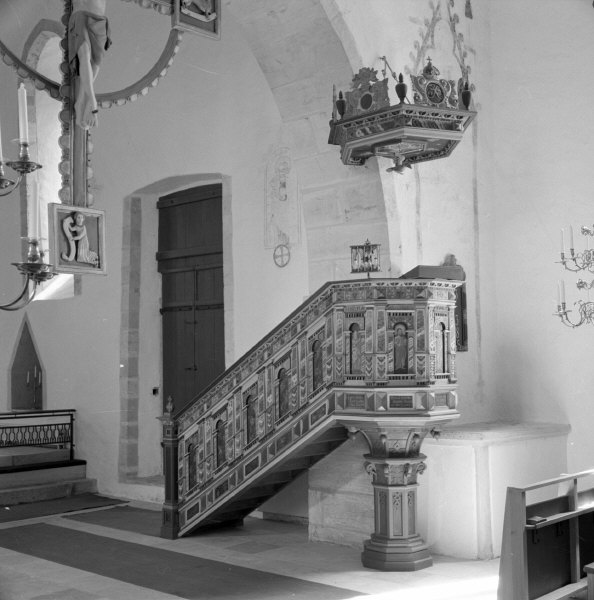
Predikstolen
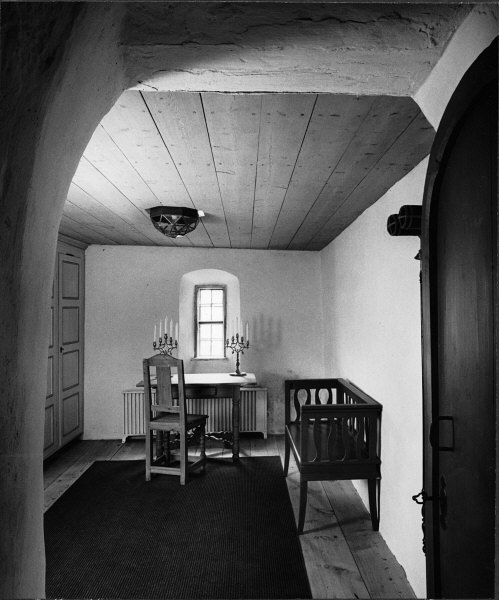
Sakristian